# Raemon Sluiter
Raemon Sluiter (Rotterdam, 13 april 1978) is een Nederlands oud-tennisser die in 1996 toetrad tot de professionals. In 2009 stopte hij definitief met professioneel tennissen. Sluiter heeft een dubbelhandige fore- en backhand.

## Carrière
Sluiter maakte naam in 2001 toen hij bij zijn Davis Cup-debuut in de openingspartij won van Juan Carlos Ferrero. In hetzelfde jaar bereikte hij bij zijn debuut op Wimbledon de derde ronde.
Sluiter won verschillende challengertoernooien in zijn carrière, waaronder Scheveningen. Sluiter is er nooit in geslaagd een ATP-toernooi te winnen. In 2003 was hij daar dicht bij, toen hij de finale bereikte van het indoortoernooi in 'zijn' Rotterdam, waar hij als kind ooit actief was als ballenjongen. Maar in de eindstrijd verloor Sluiter van de Wit-Rus Maks Mirni: 6-7 (3) en 4-6. In datzelfde jaar bereikte hij de finale van de Dutch Open in Amersfoort, waar hij ten onder ging tegen Nicolás Massú: 4-6, 7-6 (3) en 2-6.
Het tennisseizoen 2005 sloot Sluiter af met een toernooioverwinning in Rotterdam. In het Topsportcentrum won hij de Nationale Masters. De finale werd met 6-3, 6-4 gewonnen van Melle van Gemerden.
Op 15 juli 2007 wist Sluiter samen met zijn landgenoot Peter Wessels het dubbeltoernooi van het challengertoernooi in Scheveningen te winnen. Twee weken later, op 29 juli, won Sluiter het enkelspel van het challengertoernooi van Poznan. In de finale versloeg hij Julio Silva.
In september 2007 werd Sluiter als eerste geplaatst bij een challengertoernooi in Alphen aan den Rijn. In dat toernooi dubbelde hij met zijn vriend Martin Verkerk, iets dat ze in het verleden ook deden.
Op 19 februari 2008 verloor Sluiter van de Fransman Llodra in de 1e ronde van het ATP-toernooi van Rotterdam, hij had enkele weken voor dit toernooi aangegeven dat dit zijn laatste proftoernooi zou zijn. De reden daarvoor was dat de dochter van zijn broer ongeneeslijk ziek was, nog maar een jaar te leven had en hij daarom graag bij zijn familie wilde zijn. Het kind stierf in juni dat jaar en eind 2008 begon Sluiter weer met trainen.   In 2009 maakte Sluiter zijn rentree op de tennisbaan tijdens de kwalificaties van het futuretoernooi in Albufeira. Op het eerste ATP-toernooi sinds zijn rentree, het ATP-toernooi van Rosmalen in juni 2009, reikte hij tot de finale waar hij in twee sets verloor van Benjamin Becker. Hij werd hiermee de laagst geklasseerde speler (nummer 866 van de wereld) die ooit de finale van een ATP-toernooi haalde. Hij steeg hierdoor 537 plaatsen, naar plaats 329. Dit is de grootste stijging in het ATP-klassement ooit genoteerd. Datzelfde jaar stopte hij definitief als professional.

## Na zijn loopbaan als tennisser
Sluiter was van 2010 tot 2014 directeur van Tennis Masters Rotterdam/NK Tennis. In 2011 won hij 40.000 US-dollar op een pokertoernooi in Madrid. Later, van 2013 tot 2015, werd hij jeugdtrainer bij de KNLTB. Daarna ging hij aan de slag als trainer en begeleider van Kiki Bertens, wat hij ruim drie jaar deed tot oktober 2019. Na een periode zonder pupil werd Sluiter in maart 2021 deeltijd-coach van Tallon Griekspoor. In december 2022 gingen Griekspoor en Sluiter uit elkaar. Sinds januari 2023 is Sluiter de trainer van Elina Svitolina.Op 19 juli 2024 maakte Svitolina bekend dat Sluiter niet langer haar coach is.
Naast zijn werkzaamheden als tennistrainer is hij sinds 2013 columnist bij het Algemeen Dagblad en sinds 2015 bij Veronica Magazine.

## Privé
Sinds 2007 heeft Sluiter een relatie met Fatima Moreira de Melo, een Nederlands oud-hockeyster.

## Palmares
| Legenda                       | Legenda               |
| ----------------------------- | --------------------- |
| Grand Slam                    |                       |
| Olympische Spelen             |                       |
| tot 2009                      | vanaf 2009            |
| Tennis Masters Cup            | ATP Finals            |
| ATP Masters Series            | ATP Tour Masters 1000 |
| ATP International Series Gold | ATP Tour 500          |
| ATP International Series      | ATP Tour 250          |

### Enkelspel
| Nr.                  | Datum            | Toernooi       | Ondergrond | Tegenstander in finale | Score              | Details |
| -------------------- | ---------------- | -------------- | ---------- | ---------------------- | ------------------ | ------- |
| Verloren finales     |                  |                |            |                        |                    |         |
| 1.                   | 24 juli 2000     | ATP Amsterdam  | Gravel     | Magnus Gustafsson      | 7-6, 3-6, 6-7, 1-6 | Details |
| 2.                   | 23 februari 2003 | ATP Rotterdam  | Hardcourt  | Maks Mirni             | 6-7, 4-6           | Details |
| 3.                   | 21 juli 2003     | ATP Amersfoort | Gravel     | Nicolás Massú          | 4-6, 7-6, 2-6      | Details |
| 4.                   | 20 juni 2009     | ATP Rosmalen   | Gras       | Benjamin Becker        | 5-7, 3-6           | Details |
| Gewonnen challengers |                  |                |            |                        |                    |         |
| 1.                   | 5 juli 1999      | Bristol        | Gras       | Chris Wilkinson        | 6-3, 6-7, 7-6      |         |
| 2.                   | 1 november 1999  | Aken           | Tapijt (i) | David Prinosil         | 2-6, 6-4, 7-6      |         |
| 3.                   | 9 juli 2001      | Scheveningen   | Gravel     | Paul-Henri Mathieu     | 6-3, 6-4           |         |
| 4.                   | 28 januari 2002  | Lübeck         | Tapijt     | Alexander Popp         | 6-2, 3-0, opgave   |         |
| 5.                   | 25 februari 2002 | Hamburg        | Tapijt (i) | Neville Godwin         | 6-1, 6-3           |         |
| 6.                   | 1 april 2002     | Tunis          | Gravel     | Mario Radic            | 6-2, 7-5           |         |
| 7.                   | 8 juli 2002      | Scheveningen   | Gravel     | Salvador Navarro       | 7-6, 6-7, 7-6      |         |
| 8.                   | 21 februari 2005 | Lübeck         | Tapijt (i) | Alexander Waske        | 7-6, 7-6           |         |
| 9.                   | 21 november 2005 | Praag          | Tapijt (i) | Nicholas Thomann       | 6-3, 7-5           |         |
| 10.                  | 23 juli 2007     | Poznań         | Gravel     | Julio Silva            | 6-4, 6-3           |         |

### Dubbelspel
| Nr.                              | Datum             | Toernooi         | Ondergrond | Partner          | Tegenstanders in finale                  | Score         | Details |
| -------------------------------- | ----------------- | ---------------- | ---------- | ---------------- | ---------------------------------------- | ------------- | ------- |
| Verloren finales herendubbel     |                   |                  |            |                  |                                          |               |         |
| 1.                               | 16 september 2002 | ATP Tasjkent     | Hardcourt  | Martin Verkerk   | David Adams Robbie Koenig                | 2-6, 5-7      | Details |
| 2.                               | 10 maart 2003     | ATP Delray Beach | Hardcourt  | Martin Verkerk   | Leander Paes Nenad Zimonjić              | 5-7, 6-3, 5-7 | Details |
| Gewonnen challengers herendubbel |                   |                  |            |                  |                                          |               |         |
| 1.                               | 31 augustus 1998  | Belgrado         | Gravel     | Nenad Zimonjić   | Ali Hamadeh Johan Landsberg              | 6-4, 6-4      |         |
| 2.                               | 19 oktober 1998   | Eckental         | Tapijt (i) | Tomas Cibulec    | Barry Cowan Filippo Veglio               | 7-6, 6-3      |         |
| 3.                               | 5 juli 2004       | Scheveningen     | Gravel     | Paul Logtens     | Enzo Artoni Juan Pablo Brzezicki         | 6-2, 7-5      |         |
| 4.                               | 9 juli 2007       | Scheveningen     | Gravel     | Peter Wessels    | Rohan Bopanna Pablo Cuevas               | 7-6, 7-5      |         |
| 5.                               | 15 augustus 2009  | Vigo             | Gravel     | Thiemo de Bakker | Pedro Clar-Rossello Albert Ramos-Vinolas | 7-6, 6-2      |         |

## Prestatietabellen
| Legenda | Legenda                          |
| ------- | -------------------------------- |
| g.t.    | geen toernooi gehouden           |
| l.c.    | lagere categorie                 |
| –       | niet deelgenomen                 |
| G       | uitgeschakeld in de groepsfase   |
| 1R      | uitgeschakeld in de eerste ronde |
| 2R      | uitgeschakeld in de tweede ronde |
| 3R      | uitgeschakeld in de derde ronde  |
| 4R      | uitgeschakeld in de vierde ronde |
| KF      | uitgeschakeld in de kwartfinale  |
| HF      | uitgeschakeld in de halve finale |
| F       | de finale verloren               |
| W       | het toernooi gewonnen            |
| w-v     | winst/verlies-balans             |

### Prestatietabel enkelspel
| Grandslamtoernooien           |                  |                  |                  |                  |                  |                  |                  |                  |                  |                  |                  |                  |                  |                      |                      |                      |
| Australian Open               | –                | –                | –                | 2R               | 1R               | 1R               | 1R               | 1R               | 1R               | 2R               | Q3               | –                | –                | 0 / 7                | 2-7                  |                      |
| Roland Garros                 | –                | –                | –                | –                | 1R               | 1R               | 1R               | 3R               | 1R               | 3R               | Q2               | –                | –                | 0 / 6                | 4-6                  |                      |
| Wimbledon                     | –                | –                | –                | –                | 3R               | 2R               | 2R               | 1R               | 1R               | –                | –                | –                | –                | 0 / 5                | 4-5                  |                      |
| US Open                       | –                | –                | –                | –                | 1R               | 2R               | 1R               | 1R               | –                | 2R               | Q1               | –                | –                | 0 / 5                | 2-5                  |                      |
| Winst-verlies                 | 0-0              | 0-0              | 0-0              | 1-1              | 2-4              | 2-4              | 1-4              | 2-4              | 0-3              | 4-3              | 0-0              | 0-0              | 0-0              | 0 / 23               | 12-23                |                      |
| ATP Masters Series            |                  |                  |                  |                  |                  |                  |                  |                  |                  |                  |                  |                  |                  |                      |                      |                      |
| Indian Wells                  | –                | –                | –                | –                | –                | –                | –                | 3R               | –                | –                | –                | –                | –                | 0 / 1                | 2-1                  |                      |
| Miami                         | –                | –                | –                | –                | –                | 1R               | 1R               | 1R               | –                | 1R               | 2R               | –                | –                | 0 / 5                | 1-5                  |                      |
| Monte Carlo                   | –                | –                | –                | –                | –                | –                | 1R               | –                | –                | –                | –                | –                | –                | 0 / 1                | 0-1                  |                      |
| Rome                          | –                | –                | –                | –                | –                | –                | 2R               | –                | –                | –                | –                | –                | –                | 0 / 1                | 1-1                  |                      |
| Hamburg                       | lagere categorie | lagere categorie | lagere categorie | –                | –                | –                | 1R               | –                | –                | –                | –                | –                | l.c.             | 0 / 1                | 0-1                  |                      |
| Montréal/Toronto              | –                | –                | –                | –                | –                | –                | 1R               | –                | –                | –                | –                | –                | –                | 0 / 1                | 0-1                  |                      |
| Winst-verlies                 | 0-0              | 0-0              | 0-0              | 0-0              | 0-0              | 0-1              | 1-5              | 2-3              | 0-0              | 0-1              | 1-1              | 0-0              | 0-0              | 0 / 10               | 4-10                 |                      |
| ATP International Series Gold |                  |                  |                  |                  |                  |                  |                  |                  |                  |                  |                  |                  |                  |                      |                      |                      |
| Rotterdam                     | l. c.            | l. c.            | –                | –                | 2R               | 1R               | F                | KF               | 1R               | 1R               | –                | 1R               | –                | 0 / 7                | 7-7                  |                      |
| Barcelona                     | –                | –                | –                | –                | –                | –                | 1R               | 1R               | –                | 1R               | –                | –                | –                | 0 / 3                | 0-3                  |                      |
| Tokio                         | –                | –                | –                | –                | –                | –                | –                | –                | 2R               | –                | –                | –                | –                | 0 / 1                | 1-1                  |                      |
| Kitzbühel                     | l.c.             | l.c.             | –                | –                | –                | –                | –                | –                | 1R               | –                | –                | –                | l.c.             | 0 / 1                | 0-1                  |                      |
| Washington                    | –                | –                | –                | –                | –                | 2R               | lagere categorie | lagere categorie | lagere categorie | lagere categorie | lagere categorie | lagere categorie | lagere categorie | 0 / 1                | 1-1                  |                      |
| Win–Loss                      | 0-0              | 0-0              | 0-0              | 0-0              | 1-1              | 1-2              | 4-2              | 2-2              | 1-3              | 0-2              | 0-0              | 0-1              | 0-0              | 0 / 13               | 9-13                 |                      |
| ATP International Series      |                  |                  |                  |                  |                  |                  |                  |                  |                  |                  |                  |                  |                  |                      |                      |                      |
| Auckland                      | –                | –                | –                | –                | –                | –                | 2R               | KF               | 2R               | 2R               | –                | –                | –                | 0 / 4                | 5-4                  |                      |
| Adelaide                      | –                | –                | –                | –                | 1R               | –                | –                | 2R               | 1R               | –                | –                | –                | –                | 0 / 3                | 1-3                  |                      |
| Brighton                      | geen toernooi    | geen toernooi    | geen toernooi    | 2R               | geen toernooi    | geen toernooi    | geen toernooi    | geen toernooi    | geen toernooi    | geen toernooi    | geen toernooi    | geen toernooi    | geen toernooi    | 0 / 1                | 1-1                  |                      |
| Doha                          | –                | –                | –                | –                | –                | –                | 1R               | –                | –                | –                | –                | –                | –                | 0 / 1                | 0-1                  |                      |
| Rotterdam                     | –                | 1R               | hogere categorie | hogere categorie | hogere categorie | hogere categorie | hogere categorie | hogere categorie | hogere categorie | hogere categorie | hogere categorie | hogere categorie | hogere categorie | 0 / 1                | 0-1                  |                      |
| Delray Beach                  | –                | –                | –                | –                | –                | –                | 1R               | –                | –                | –                | –                | –                | –                | 0 / 1                | 0-1                  |                      |
| Houston                       | –                | –                | –                | –                | 1R               | –                | –                | –                | –                | –                | –                | –                | –                | 0 / 1                | 0-1                  |                      |
| Valencia                      | –                | –                | –                | –                | –                | –                | –                | 2R               | –                | 1R               | –                | –                | h.c.             | 0 / 2                | 1-2                  |                      |
| Estoril                       | –                | –                | –                | –                | –                | –                | 1R               | –                | –                | 1R               | –                | –                | –                | 0 / 2                | 0-2                  |                      |
| München                       | –                | –                | –                | –                | –                | 1R               | 2R               | –                | KF               | –                | 2R               | –                | –                | 0 / 4                | 4-4                  |                      |
| Halle                         | –                | 1R               | –                | –                | –                | –                | –                | –                | –                | –                | 1R               | –                | –                | 0 / 2                | 0-2                  |                      |
| Londen                        | –                | –                | –                | 1R               | 3R               | HF               | 2R               | 1R               | 1R               | 1R               | –                | –                | –                | 0 / 7                | 7-7                  |                      |
| Rosmalen                      | 1R               | 1R               | 1R               | 1R               | KF               | 1R               | HF               | KF               | 1R               | 2R               | –                | –                | F                | 0 / 11               | 12-11                |                      |
| Newport                       | –                | –                | –                | –                | –                | –                | 1R               | –                | –                | –                | –                | –                | –                | 0 / 1                | 0-1                  |                      |
| Båstad                        | –                | –                | –                | –                | –                | –                | –                | –                | 1R               | –                | –                | –                | –                | 0 / 1                | 0-1                  |                      |
| Lyon                          | –                | –                | –                | KF               | –                | –                | 1R               | 1R               | –                | –                | –                | –                | –                | 0 / 3                | 2-3                  |                      |
| Metz                          | geen toernooi    | geen toernooi    | geen toernooi    | geen toernooi    | geen toernooi    | geen toernooi    | –                | 2R               | –                | –                | –                | –                | –                | 0 / 1                | 1-1                  |                      |
| Marseille                     | –                | –                | –                | –                | –                | –                | KF               | 1R               | –                | –                | –                | –                | –                | 0 / 2                | 2-2                  |                      |
| Boekarest                     | –                | –                | –                | –                | –                | –                | –                | 1R               | –                | –                | –                | –                | –                | 0 / 1                | 0-1                  |                      |
| Stockholm                     | –                | –                | –                | –                | –                | KF               | 2R               | 2R               | –                | 1R               | –                | –                | –                | 0 / 4                | 4-4                  |                      |
| Moskou                        | –                | 2R               | –                | –                | –                | –                | –                | –                | –                | –                | –                | –                | –                | 0 / 1                | 1-1                  |                      |
| Sint-Petersburg               | –                | –                | –                | –                | –                | –                | –                | –                | –                | 2R               | –                | –                | –                | 0 / 1                | 1-1                  |                      |
| Umag                          | –                | –                | –                | –                | –                | –                | –                | –                | –                | 1R               | –                | –                | –                | 0 / 1                | 0-1                  |                      |
| Washington                    | h.c.             | h.c.             | h.c.             | h.c.             | h.c.             | h.c.             | –                | KF               | –                | –                | –                | –                | –                | 0 / 1                | 2-1                  |                      |
| Amsterdam                     | –                | –                | 1R               | F                | 1R               | geen toernooi    | geen toernooi    | geen toernooi    | geen toernooi    | geen toernooi    | geen toernooi    | geen toernooi    | geen toernooi    | 0 / 3                | 4-3                  |                      |
| Amersfoort                    | geen toernooi    | geen toernooi    | geen toernooi    | geen toernooi    | geen toernooi    | 2R               | F                | 2R               | 2R               | –                | 2R               | –                | g.t.             | 0 / 5                | 8-5                  |                      |
| Atlanta                       | –                | –                | –                | –                | 1R               | geen toernooi    | geen toernooi    | geen toernooi    | geen toernooi    | geen toernooi    | geen toernooi    | geen toernooi    | geen toernooi    | 0 / 1                | 0-1                  |                      |
| Ho Chi Minhstad               | geen toernooi    | geen toernooi    | geen toernooi    | geen toernooi    | geen toernooi    | geen toernooi    | geen toernooi    | geen toernooi    | 1R               | geen toernooi    | geen toernooi    | geen toernooi    | geen toernooi    | 0 / 1                | 0-1                  |                      |
| Kopenhagen                    | –                | –                | –                | –                | 1R               | –                | 1R               | geen toernooi    | geen toernooi    | geen toernooi    | geen toernooi    | geen toernooi    | geen toernooi    | 0 / 2                | 0-2                  |                      |
| Long Island                   | –                | –                | –                | –                | –                | 1R               | –                | –                | geen toernooi    | geen toernooi    | geen toernooi    | geen toernooi    | geen toernooi    | 0 / 1                | 0-1                  |                      |
| Milaan                        | –                | –                | –                | –                | –                | –                | –                | 2R               | –                | geen toernooi    | geen toernooi    | geen toernooi    | geen toernooi    | 0 / 1                | 1-1                  |                      |
| Sankt Pölten                  | –                | –                | –                | –                | –                | –                | –                | 2R               | –                | geen toernooi    | geen toernooi    | geen toernooi    | geen toernooi    | 0 / 1                | 1-1                  |                      |
| San Marino                    | –                | –                | –                | 1R               | geen toernooi    | geen toernooi    | geen toernooi    | geen toernooi    | geen toernooi    | geen toernooi    | geen toernooi    | geen toernooi    | geen toernooi    | 0 / 1                | 0-1                  |                      |
| Sopot                         | geen toernooi    | geen toernooi    | geen toernooi    | geen toernooi    | –                | –                | –                | –                | –                | 2R               | –                | geen toernooi    | geen toernooi    | 0 / 1                | 1-1                  |                      |
| Tasjkent                      | g.t.             | –                | –                | –                | –                | 1R               | geen toernooi    | geen toernooi    | geen toernooi    | geen toernooi    | geen toernooi    | geen toernooi    | geen toernooi    | 0 / 1                | 0-1                  |                      |
| Winst-verlies                 | 0-1              | 1-4              | 0-2              | 6-5              | 4-7              | 7-7              | 13-13            | 13-14            | 3-8              | 4-9              | 2-3              | 0-0              | 4-1              | 0 / 74               | 58-74                |                      |
| Davis Cup                     |                  |                  |                  |                  |                  |                  |                  |                  |                  |                  |                  |                  |                  |                      |                      |                      |
| Davis Cup                     | –                | –                | –                | –                | 2-3              | 2-0              | 1-1              | 0-1              | 0-1              | 0-3              | 1-1              | –                | –                | 0 / 7                | 6-10                 |                      |
| Carrière statistieken         |                  |                  |                  |                  |                  |                  |                  |                  |                  |                  |                  |                  |                  |                      |                      |                      |
| ATP Toernooien gespeeld       | 1                | 4                | 2                | 6                | 13               | 14               | 25               | 24               | 15               | 16               | 5                | 1                | 1                | Carrière totaal: 127 | Carrière totaal: 127 | Carrière totaal: 127 |
| ATP Finales                   | 0                | 0                | 0                | 1                | 0                | 0                | 2                | 0                | 0                | 0                | 0                | 0                | 1                | Carrière totaal: 4   | Carrière totaal: 4   | Carrière totaal: 4   |
| ATP Toernooien gewonnen       | 0                | 0                | 0                | 0                | 0                | 0                | 0                | 0                | 0                | 0                | 0                | 0                | 0                | Carrière totaal: 0   | Carrière totaal: 0   | Carrière totaal: 0   |
| Statistieken per ondergrond   |                  |                  |                  |                  |                  |                  |                  |                  |                  |                  |                  |                  |                  |                      |                      |                      |
| Hardcourt Gewonnen-Verloren   | 0–0              | 0-0              | 0-0              | 1-1              | 1-5              | 4-8              | 9-11             | 11–11            | 2-6              | 3-6              | 2-2              | 0-1              | 0–0              | 0 / 52               | 33-51                |                      |
| Gravel Gewonnen-Verloren      | 0-0              | 0–0              | 0-1              | 4-2              | 0-4              | 1-3              | 6-8              | 5-7              | 3-5              | 3-6              | 2-2              | 0-0              | 0–0              | 0 / 38               | 24-38                |                      |
| Gras Gewonnen-Verloren        | 0–1              | 0–2              | 0-1              | 0–2              | 6–3              | 5-3              | 5-4              | 2–3              | 0-3              | 1-2              | 0-1              | 0-0              | 4-1              | 0 / 26               | 23-26                |                      |
| Tapijt Gewonnen-Verloren      | 0-0              | 1–2              | 0-0              | 3-2              | 2-3              | 2-0              | 0-2              | 1-2              | 0-1              | 1-4              | 0-0              | 0-0              | 0–0              | 0 / 12               | 10-16                |                      |
| Totaal Gewonnen-Verloren      | 0-1              | 1-4              | 0-2              | 8-7              | 9-15             | 12–14            | 20-25            | 19–23            | 5-15             | 8-18             | 4–5              | 0-1              | 4–1              | 0 / 128              | 90-131               |                      |
| Eindejaarsranking             | 716              | 241              | 163              | 95               | 132              | 70               | 60               | 82               | 126              | 104              | 172              | nr               | 197              | $ 1.726.539          | $ 1.726.539          | $ 1.726.539          |

### Prestatietabel grand slam, dubbelspel
| Toernooi        | 2003 | 2004 |
| --------------- | ---- | ---- |
| Australian Open | –    | 1R   |
| Roland Garros   | 2R   | 2R   |
| Wimbledon       | 1R   | 2R   |
| US Open         | 2R   | –    |

## Trivia
- In het seizoen 2003/04 was Sluiter ambassadeur van voetbalclub Feyenoord.
- Door het behalen van de finale van het ATP-toernooi van Rosmalen in 2009 werd Sluiter de laagst geklasseerde tennisser die ooit een ATP-finale haalde.